# Dãy núi Aïr
Dãy núi Aïr hay khối núi Aïr (tiếng Tuareg: Ayăr; tiếng Hausa: miền Đông Azbin, miền Tây Abzin) là một khối núi hình tam giác, nằm ở miền bắc Niger, trong Sahara. Khối núi này đạt đến độ cao 1.800 m (5.900 ft) và rộng hơn 84.000 km2 (32.000 dặm vuông Anh). Ở giữa hoang mạc, cao nguyên Aïr, với độ cao trung bình 500 và 900 m (1.600 và 3.000 ft), tạo thành một "ốc đảo" với khí hậu kiểu Sahel hỗ trợ cho nhiều sự sống, nhiều cộng đồng trồng trọt và mục súc, với nhiều khu khảo cổ. Có nhiều điểm khai quật khảo cổ nổi bật trong vùng, giúp ta có thêm manh mối về quá khứ tiền sử của nơi này. Chó hoang châu Phi (Lycaon pictus) từng cư ngụ trong vùng này, nhưng có lẽ đã bị tuyệt do áp lực dân số con người.